# PDS 110 b
PDS 110 b est un objet substellaire (exoplanète ou naine brune) qui orbiterait autour de l'étoile PDS 110 (HD 290380, IRAS 05209-0107) au sein de l'association stellaire OB1 d'Orion. Cette étoile de type T Tauri est âgée de 10 à 15 millions d'années, entourée d'un disque d'accrétion et distante de 345 ± 40 parsecs.

## Caractéristiques
L'observation de l'étoile PDS 110 a révélé deux baisses de luminosité d'environ 30 % durant 25 jours avec une période de 808 ± 2 jours.
Ces données peuvent s'expliquer par la présence à 2 unités astronomiques de l'étoile d'un compagnon d'au moins 35 fois la masse de Jupiter lui-même entouré d'un disque d'un diamètre de 0,3 unité astronomique.
Si le scénario est correct, le prochain transit aura lieu en septembre 2017 et sera visible depuis l'espace et le sol, même pour des astronomes amateurs.